# Kamila Andini
Kamila Andini, née le 6 mai 1986 à Jakarta en Indonésie, est une réalisatrice, scénariste et productrice indonésienne.

## Biographie
Kamila Andini a étudié la sociologie et les arts numériques à l'université Deakin de Melbourne en Australie.
Andini commence sa carrière en 2009 en réalisant plusieurs clips pour le groupe Slank.
En 2011 sort The Mirror Never Lies (Laut Bercermin), le premier long métrage réalisé par Andini. Le film reçoit de nombreux prix, notamment au Festival du film indonésien, équivalent indonésien des Oscars du cinéma.
Lors du Science Film Festival de 2012, Andini est soutenue par la WWF et le gouvernement indonésien pour réaliser le court-métrage documentaire Lagu untuk Tukik (A Song for Tukik). Le documentaire traite de l'habitat et du programme d'adoption des tortues des Îles Wakatobi dans le Triangle de corail. Andini continue de s'impliquer pour la cause écologique en réalisant Senandug Bumi (2012) et Setelah Hujan Datang (2013), deux courts métrages à destination de la campagne pour le climat.
En 2021, Andini présente son nouveau long-métrage Yuni lors du Festival international du film de Toronto 2021. En octobre 2021, le film est choisi pour représenter l'Indonésie lors de la 94e cérémonie des Oscars.

## Vie privée
Elle est la fille ainée du réalisateur Garin Nugroho. En mars 2012, elle épouse le réalisateur indonésien Ifa Isfansyah avec qui elle a eu une fille en 2013. Andini a expliqué avoir longuement hésité à poursuivre sa carrière de cinéaste à la suite de la naissance de sa fille. Enfant, elle a été marquée par les absences de son père liées aux tournages de ses films. Kamila et Ifa ont décidé d'emmener leur enfant sur des lieux de tournage, des studios et des festivals de cinéma afin qu'il sache tout sur le monde dans lequel leur père et leur mère sont impliqués.

## Filmographie

### Réalisation
Longs-métrages
- 2011 : The Mirror Never Lies (en) (Laut Bercermin)
- 2017 : The Seen and Unseen (Sekala Niskala)
- 2021 : Yuni
- 2022 : Nana (Before, Now, & Then)

Courts et moyens-métrages
- 2012 : A Song for Tukik (Lagu untuk Tukik)
- 2015 : Following Diana (Sendiri Diana Sendiri)
- 2016 : Memoria
- 2018 : Sekar

Séries télévisées
- 2023 : Cigarette Girl (en) (Gadis Kretek) d'Ifa Isfansyah et Kamila Andini

### Scénariste
- 2011 : The Mirror Never Lies (Laut Bercermin)
- 2015 : Following Diana (Sendiri Diana Sendiri)
- 2016 : Memoria
- 2017 : The Seen and Unseen (Sekala Niskala)
- 2021 : Yuni

### Producteur
- 2016 : Chaotic Love Poems (Aach... Aku Jatuh Cinta) de Garin Nugroho
- 2017 : The Seen and Unseen (Sekala Niskala) d'elle-même
- 2018 : Sekar d'elle-même
- 2019 : Mountain Song de Yusuf Radjamuda

## Récompenses
The Mirror Never Lies
- Festival du film indonésien 2011 : 
  - Meilleur Scénario original
- Mumbai Film Festival
  - Prix du jeune talent
- Bandung Film Festival
  - Meilleur Film
  - Meilleur Réalisateur

The Seen and Unseen
- Asia Pacific Screen Awards 2017 :
  - Meilleur film par un jeune réalisateur
- Festival du film d'Adélaïde 2018 :
  - Meilleur film étranger
- Berlinale 2018
  - Grand Prix du Jury International de la Génération Kplus

Yuni
- Festival international du film de Toronto 2021 : 
  - Prix Platform

## Nominations et sélections
The Mirror Never Lies
- Festival du film indonésien 2011 : 
  - Meilleur Réalisateur
- Berlinale 2012
  - Ours de crystal du Jury International de la Génération Kplus

The Seen and Unseen
- Festival international du film de Toronto 2017 : 
  - Prix Platform
- 2018 :
  - Meilleur film
- Berlinale 2018
  - Ours de crystal du Jury International de la Génération Kplus

Yuni
- Festival du film indonésien 2021 : 
  - Meilleur réalisateur
  - Meilleur scénario original
- Asia Pacific Screen Awards 2021 :
  - Meilleur réalisateur